# Dunišiće
Dunišiće (cyr. Дунишиће) – wieś w Serbii, w okręgu zlatiborskim, w gminie Sjenica. W 2011 roku liczyła 169 mieszkańców.